# 豪厄爾鎮區 (新澤西州)
豪厄爾鎮區（英語：Howell Township）是位於美國新澤西州蒙茅斯縣的一個鎮區。

## 地方資料
豪厄爾鎮區的面積為158.54平方千米，當中陸地面積為156.10平方千米，而水域面積為2.44平方千米。根據2020年美國人口普查的數據，當地共有人口53537人，而人口密度為每平方千米337.69人。